# فريسنيدا دي لا سايرا (قونكة)
بلدية فريسنيدا دي لا سايرا (بالإسبانية: Fresneda de la Sierra)‏، هي إحدى بلديات مقاطعة قونكة إحدى مقاطعات إسبانيا، و التي تقع في منطقة قشتالة لا منتشا وسط البلاد, و المائلة لجهة الشرق من إسبانيا.
يبلغ عدد سكانها 66 نسمة وفقاً لإحصائية سنة (2007).